# Volatilidad (química)
La volatilidad desde el punto de vista químico, físico y de la termodinámica es una medida de la tendencia de una sustancia a pasar a la fase de vapor. Se ha definido también como una medida de la facilidad con que una sustancia se evapora. A una temperatura dada, las sustancias con mayor presión de vapor se evaporan más fácilmente que las sustancias con una menor presión de vapor.
Aunque por lo general se aplica a líquidos, la volatilidad se puede aplicar a materiales sólidos como el hielo seco (sólido de dióxido de carbono y el cloruro de amonio), que pueden cambiar directamente de sólido a vapor sin pasar por el estado líquido. Este proceso se denomina sublimación.

## Relación entre las presiones de vapor y los puntos normales de ebullición de los líquidos

Una típica gráfica de la presión de vapor para varios líquidos.

La presión de vapor es la presión que ejercen las moléculas del líquido que han escapado a la fase vapor en un recipiente cerrado donde se ha alcanzado el equilibrio. Muy a menudo el término se utiliza para describir la tendencia de un líquido a vaporizarse.
Se trata de una medida de la tendencia de las moléculas y átomos para escapar de un líquido o un sólido. La temperatura de ebullición de un líquido a presión atmosférica corresponde a la temperatura a la que su presión de vapor iguala a la presión atmosférica circundante, y a menudo se denomina temperatura de ebullición normal.
Cuanto mayor sea la presión de vapor de un líquido a una temperatura determinada, mayor es la volatilidad y menor es la temperatura de ebullición normal del líquido.
El gráfico de presión de vapor de la derecha tiene los gráficos de las presiones de vapor frente a la temperatura de una variedad de líquidos. Como puede verse en el gráfico, los líquidos con la presión de vapor más elevada tienen los puntos de ebullición normales más bajos.
Por ejemplo, a cualquier temperatura dada, el clorometano tiene la mayor presión de vapor de los líquidos de la tabla. También tiene la menor temperatura de ebullición normal (-24, 2 °C), que es donde la curva de presión de vapor del clorometano (línea azul) cruza la línea de presión horizontal de una atmósfera de presión de vapor absoluta.